# Sentier de grande randonnée de pays Tour de la Vologne
Le sentier de grande randonnée de pays Tour de la Vologne ou GRP Tour de la Vologne est un itinéraire pédestre  du Massif vosgien, tracé en boucle le long du cours de la Vologne .
Son itinéraire demeure en zone de moyenne montagne et son parcours traverse le Parc naturel régional des Ballons des Vosges. Il s'inscrit pour l'essentiel dans les limites du département des Vosges mais sur sa partie sommitale chemine sur les chaumes des communes des vallées haut-rhinoises de Grande et Petite Fecht.
Le chemin est réputé de moyenne difficulté et s’effectuant en 40 heures de marche durant une période d’environ 10 jours au plus selon la nature sportive ou touristique du périple.

## Histoire
À l'instar de son homologue « GRP de Déodatie », le sentier de grande randonnée de pays « GRP Tour de Vologne » se crée au début des années 2010. Cette création résulte d’une décision politique prise en 2013 par les communes concernées par son parcours suscitée par un financement européen "Liaison entre actions de développement de l'économie rurale (LEADER)".
Le sentier a fait l’objet d’un classement GRP par la Fédération française de la randonnée pédestre concrétisé par la publication, début 2015, d’un topo-guide dont l’intitulé met en exergue la "ligne bleue des Vosges", qualification habituelle de la ligne de crêtes des ballons vosgiens. Cette expression est extraite du testament de Jules Ferry, vosgien de naissance et fortement attaché au massif alors écartelé en 1871 par une frontière étatique qu’il espérait temporaire.
« Je désire reposer ... en face de cette "ligne bleue des Vosges", d'où monte jusqu'à mon cœur fidèle la plainte des vaincus. »
Le topo-guide a été réédité en mai 2022 pour actualisation. Par ailleurs s'est développée pour ce parcours une offre commerciale de transports de bagages de gîte à gîte qui renforce l'attractivité touristique du sentier.

## Description
Le parcours emprunte des chemins balisés notamment entretenus par les sections locales du Club vosgien.
Le tracé du sentier s’inscrit entièrement dans les limites du bassin versant de la Moselle auquel appartient la Vologne. Cette rivière nait en effet sur les pentes du Hohneck puis traverse successivement les lacs de Retournemer et de Longemer avant de recevoir les eaux de son affluent, la Jamagne, déversoir naturel du lac, également morainique, de Gérardmer.
En longeant le cours de cette rivière, de sa confluence jusqu'à sa source, le sentier emmène ainsi le randonneur des forêts du piémont vosgien au sommet granitique du Hohneck, troisième sommet du massif des Vosges et point culminant de Lorraine.

### Caractéristiques[1].

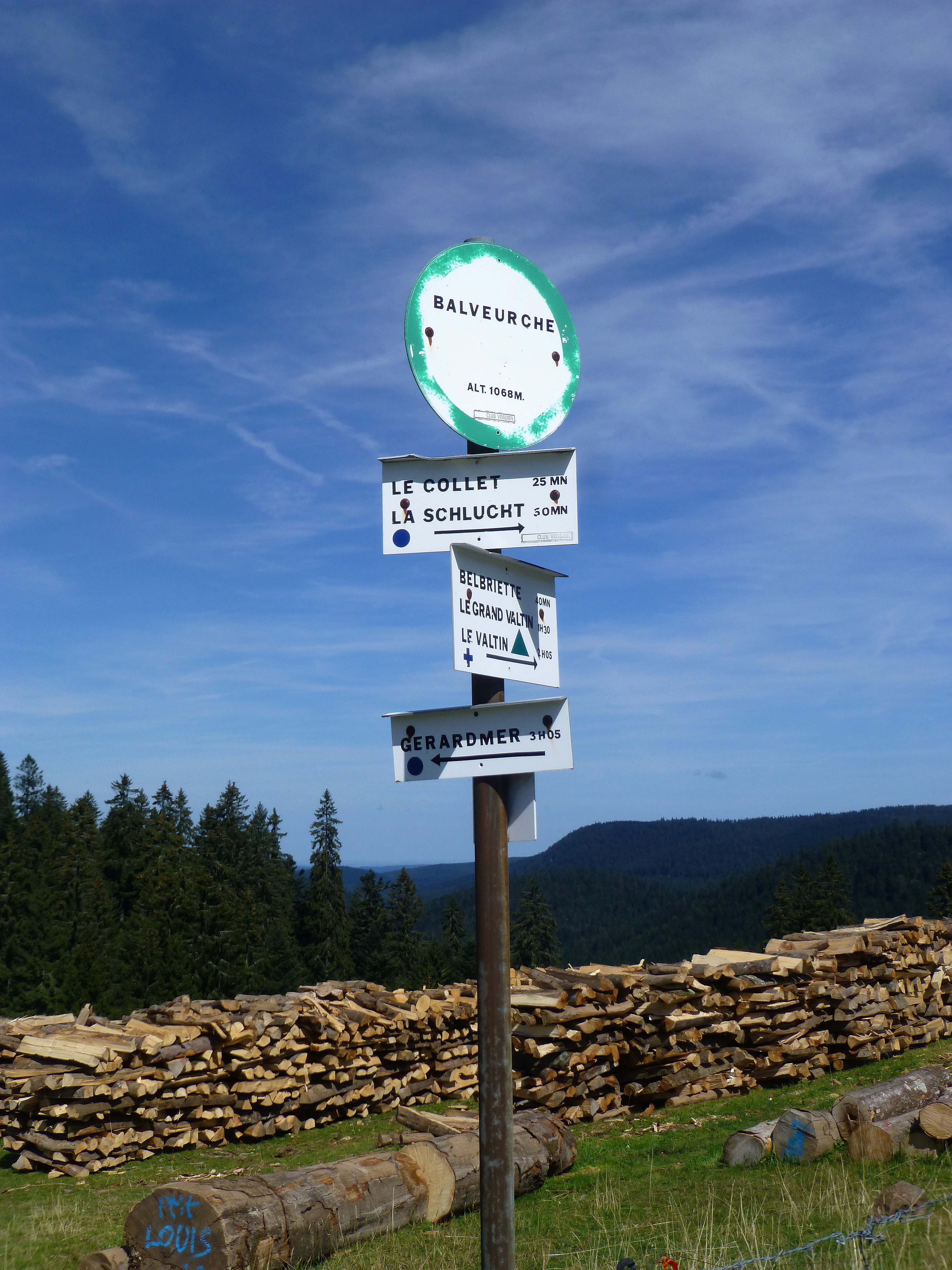
Chaume de Balveurche (Xonrupt-Longemer).

La longueur cumulée de la boucle et du sentier d'approche sentiers est de 145 km.
- Longueur : 145 km ;
- Altimétrie :
  - point le plus haut : 1 348 m au sommet du Hohneck,
  - point le plus bas de la boucle : 351 m à Archettes,
  - point le plus bas du parcours avec variante de liaison GR 5F : 320 m à Épinal ;
- Dénivelé :
  - positif : 4 577 m,
  - négatif : 4 541 m ;
- Durée moyenne cumulée de marche : 40 heures pouvant se parcourir en 10 jours.

### Liaisons avec d'autres sentiers
La liaison avec Épinal s'opère en suivant le tracé du sentier de grande randonnée 5F. Au col de Martinpré, le GRP suit partiellement le tracé du GR 533 tandis que, du col de la Schlucht au Hohneck, il emprunte un tronçon du sentier de grande randonnée 5 GR5. Par ailleurs, le GRP "Tour de la Vologne", dans sa partie nord, se conjugue temporairement avec la partie sud du sentier de grande randonnée de pays de la Déodatie. Au cœur d'un massif historiquement balisé par le Club vosgien, ceux-ci croisent en outre, tout au long de leur parcours respectif, de nombreux sentiers locaux de liaison ou de petite randonnée (PR).

### Itinéraire
GRP Tour de la Vologne 
| Picto | Localité ou site ———– Distance |  | Altitude | Description |  |  |  |  |  |  |  |  |  |

|  |                         |       |  |               |
|  | Archettes (1 105 hab.)  | 351 m |  | à proximité : |
|  | distance cumulée : 0 km |       |  |               |

|  |                          |       |  |               |
|  | Bruyères (4 085 hab.)    | 417 m |  | à proximité : |
|  | distance cumulée : 25 km |       |  |               |

|  |                                 |       |  |               |
|  | Granges-s/-Vologne (2 613 hab.) | 502 m |  | à proximité : |
|  | distance cumulée : 39 km        |       |  |               |

|  |                               |       |  |               |  |
|  | Xonrupt-Longemer (1 515 hab.) | 725 m |  | à proximité : |  |
|  | distance cumulée : 56 km      |       |  |               |  |

|  |                          |         |  |               |
|  | Le Hohneck               | 1 348 m |  | à proximité : |
|  | distance cumulée : 78 km |         |  |               |

|  |                          |       |  |               |
|  | Gérardmer (7 807 hab.)   | 681 m |  | à proximité : |
|  | distance cumulée : 94 km |       |  |               |

|  |                           |       |  |               |
|  | Champdray (187 hab.)      | 724 m |  | à proximité : |
|  | distance cumulée : 119 km |       |  |               |

|  |                                        |       |  |               |
|  | La Poirie (Tendon) (Tendon : 510 hab.) | 429 m |  | à proximité : |
|  | distance cumulée : 133 km              |       |  |               |

|  |                           |       |  |               |
|  | Archettes (1 105 hab.)    | 351 m |  | à proximité : |
|  | distance cumulée : 150 km |       |  |               |

## Tourisme
Le sentier alterne découvertes de curiosités minérales et végétales (flore autant que forêts) dans une région profondément marquée par les conflits subis. Le parcours des hautes chaumes et de répandises longe la frontière de 1871, encore décelable par la présence des anciennes bornes frontières en granit. Ces mêmes lieux constituent l'espace d'estives des vaches de race vosgienne desquelles les marcaires tirent le lait indispensable à la fabrication des munsters et géromés. Les abruptes pentes orientales de la crête majeure des ballons vosgiens recèlent des hardes de chamois.

## Galerie de photos

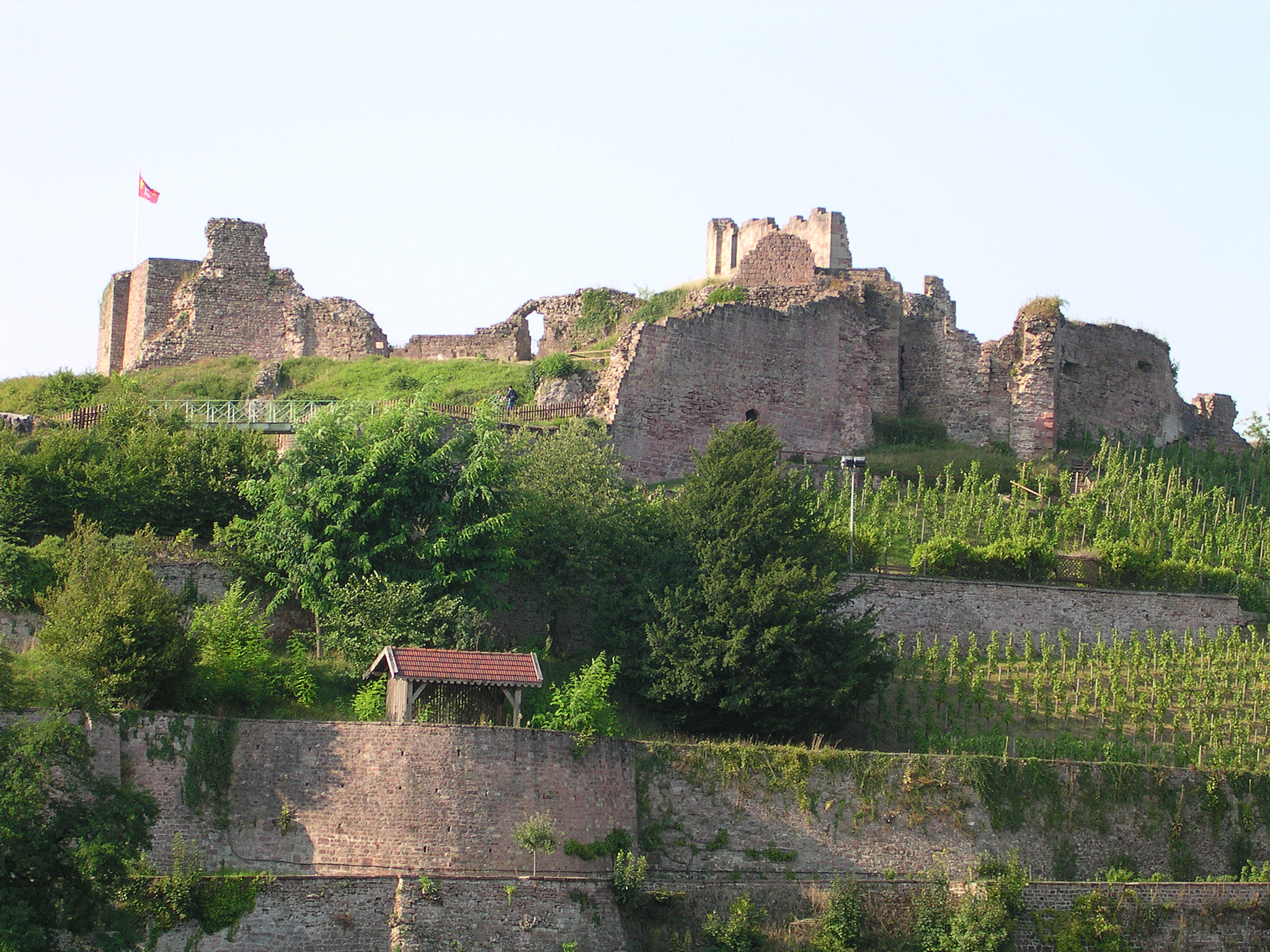
Ruines du Château d'Épinal.
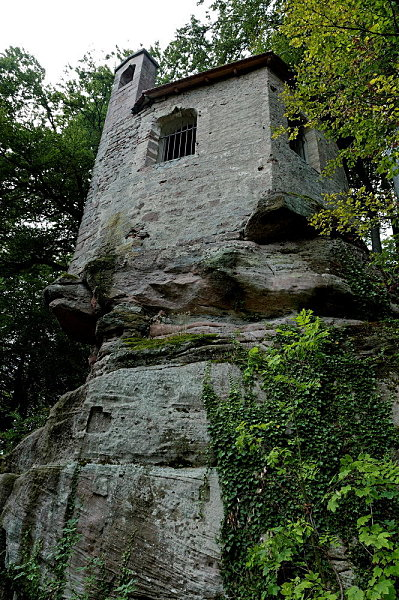
Chapelle du château féodal (en ruines) de Bruyères.
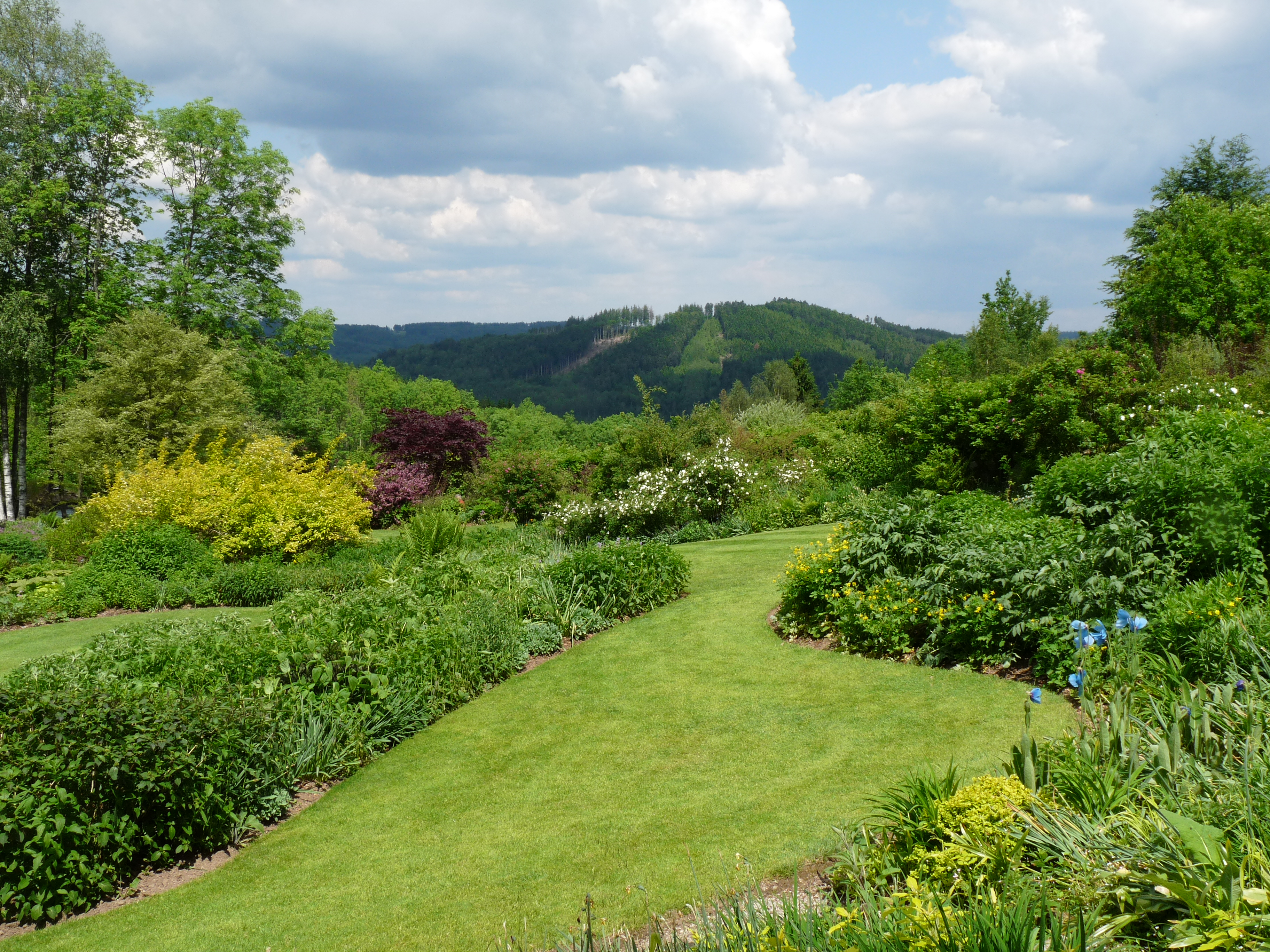
Jardin de Berchigranges.
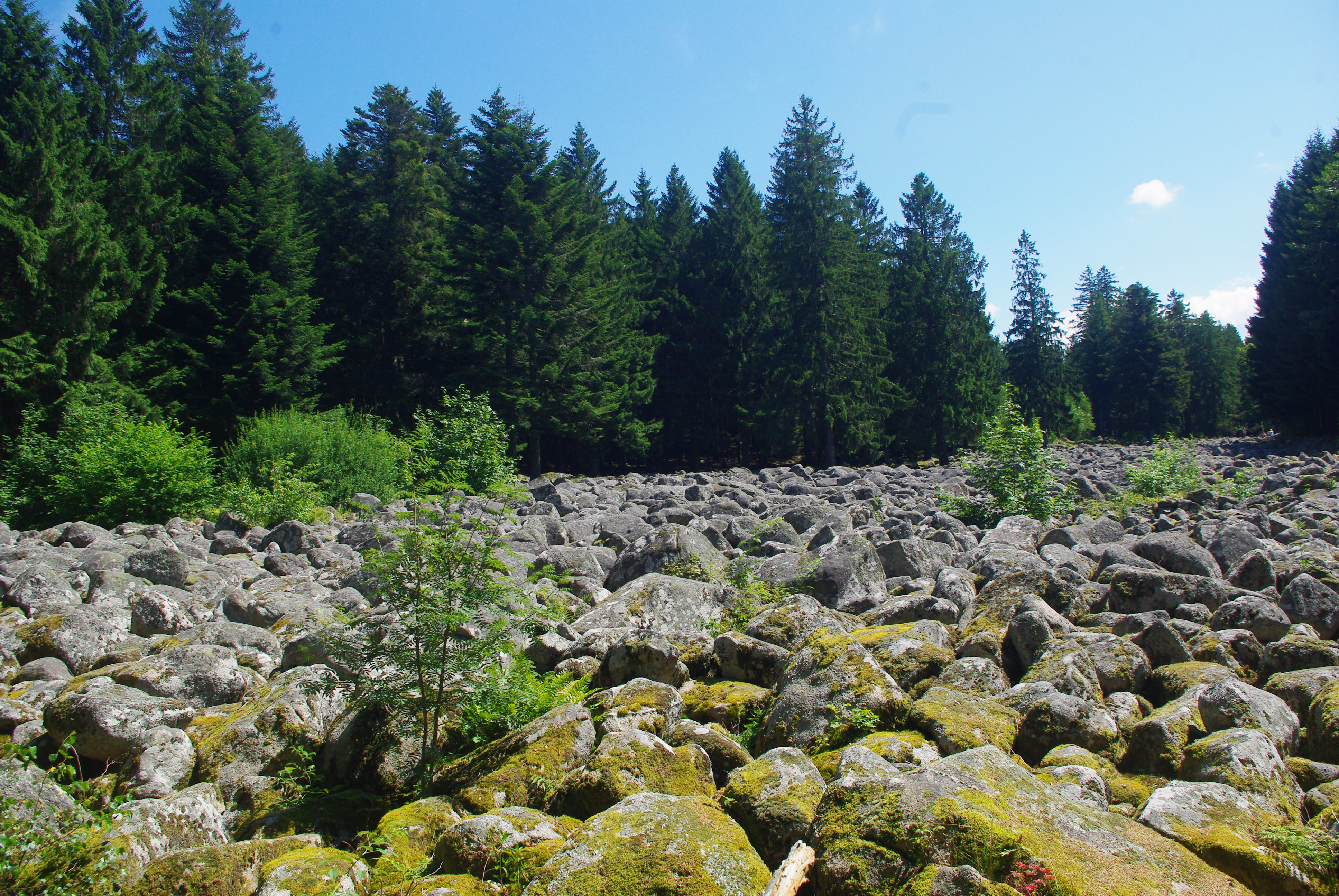
Le Champ de roches, curiosité géologique.
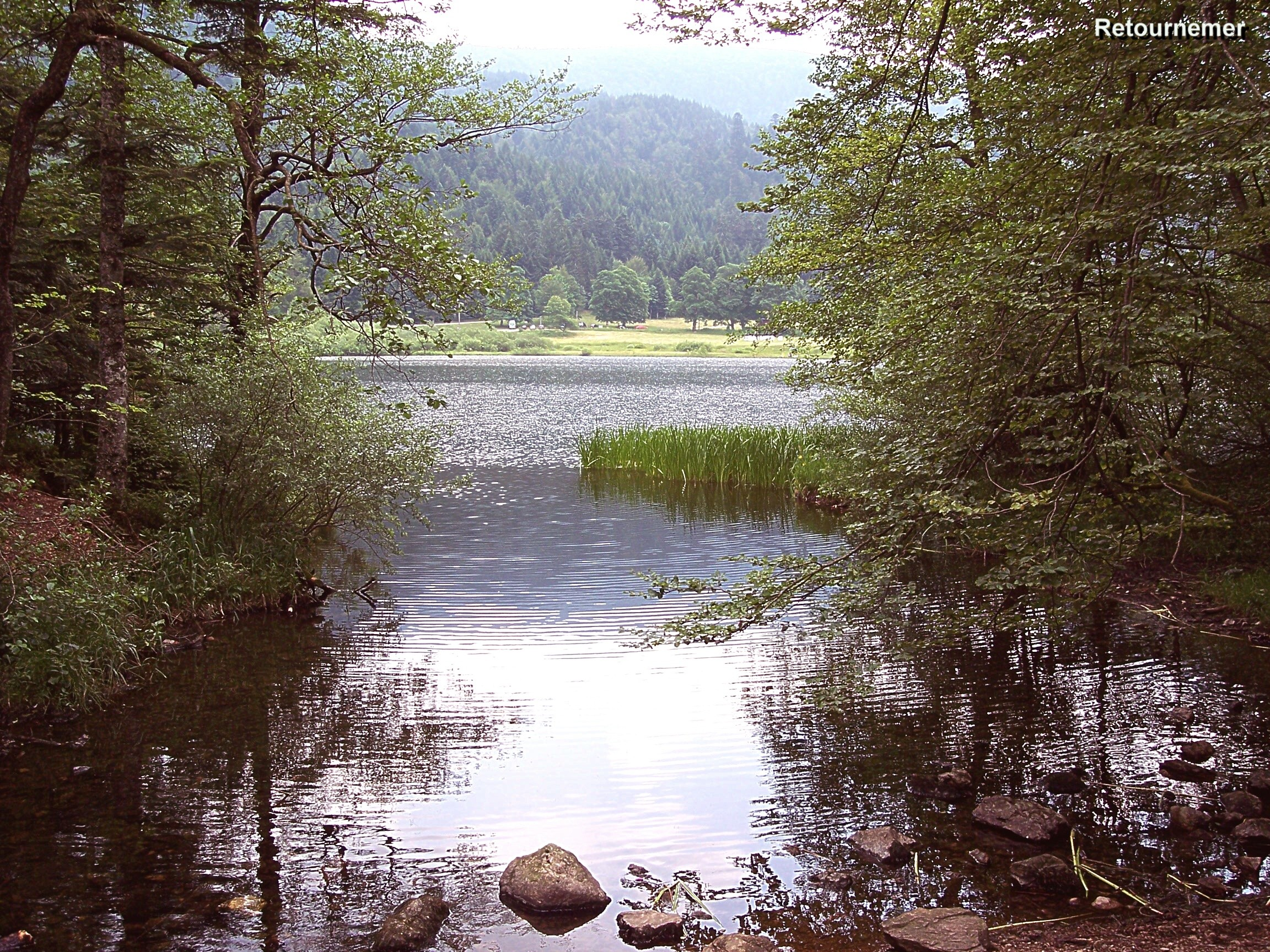
Lac de Retournemer en amont de la Cascade de Retournemer.
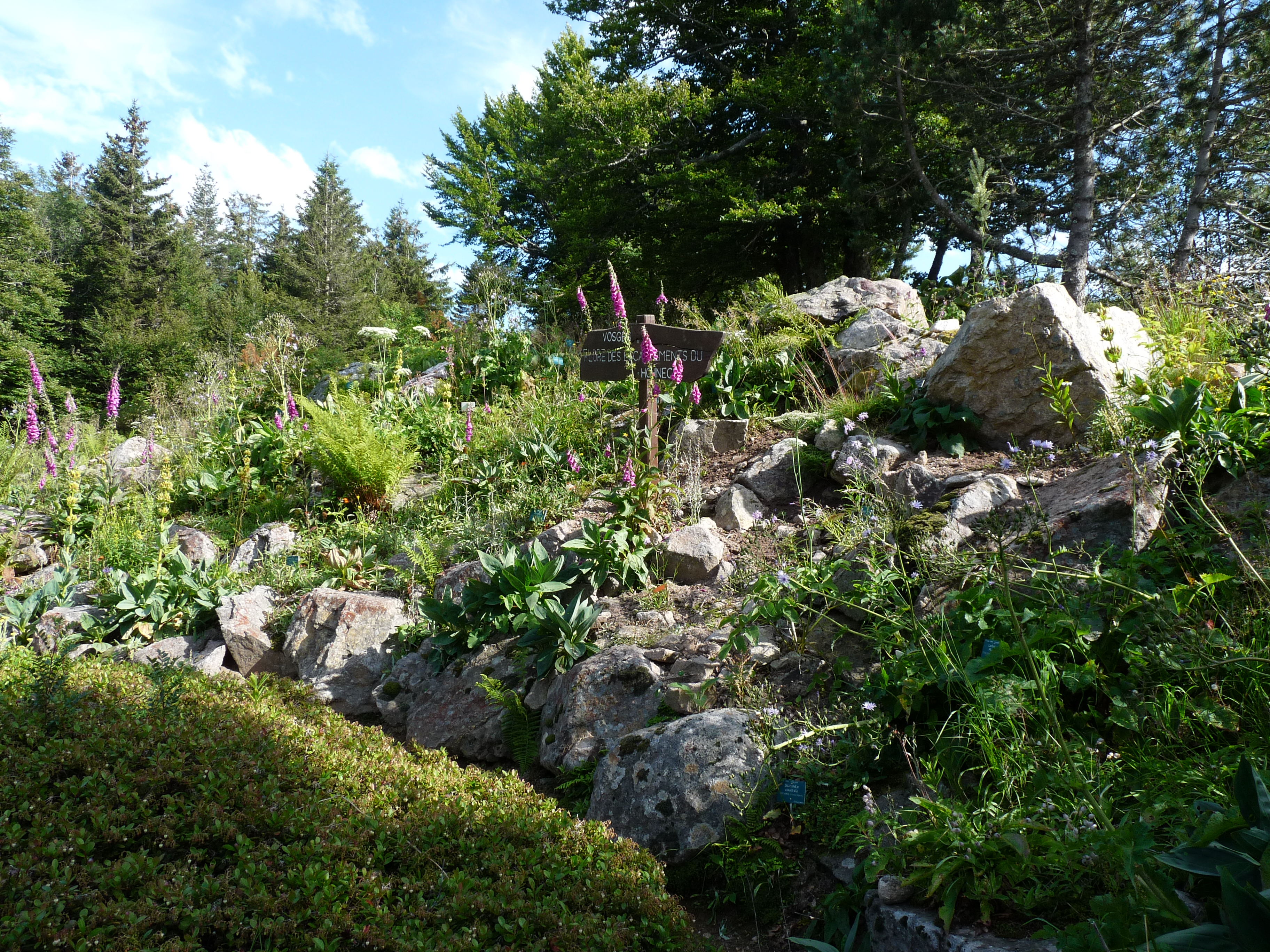
Flore des escarpements du Hohneck-Jardin d'altitude du Haut Chitelet.
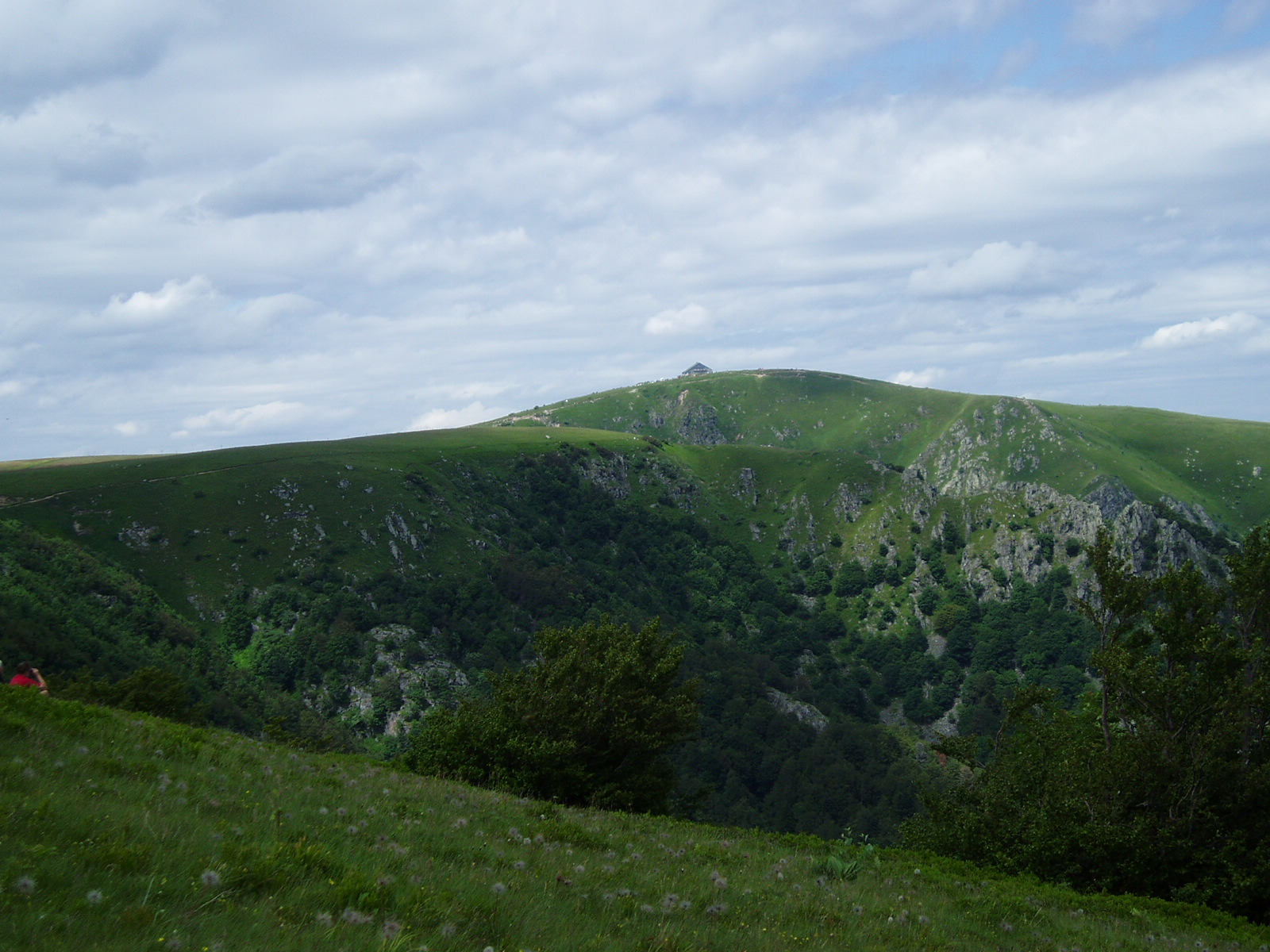
Les hautes chaumes vosgiennes, illustration de l'étagement climatique.
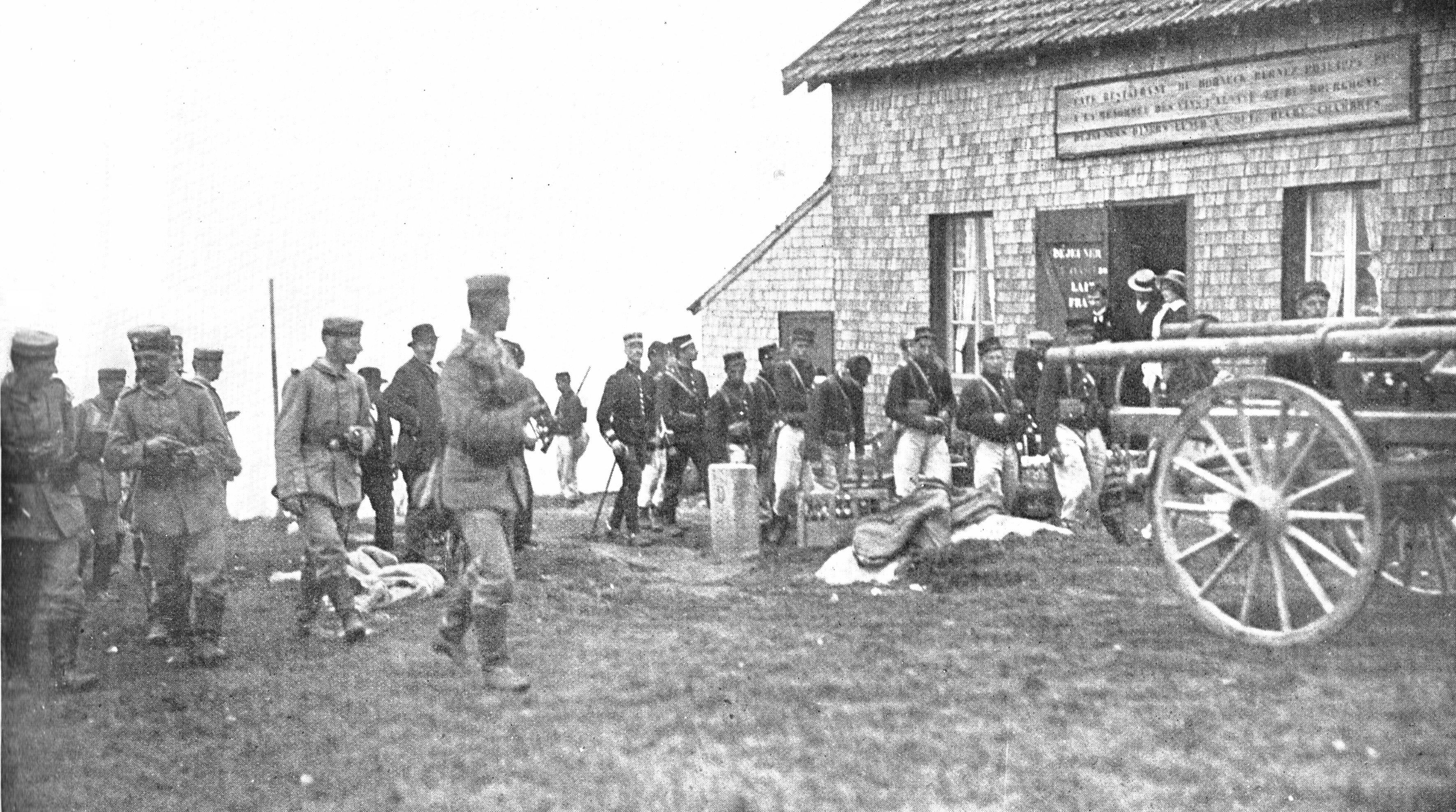
Les hautes chaumes vosgiennes, autrefois zone de confrontation.
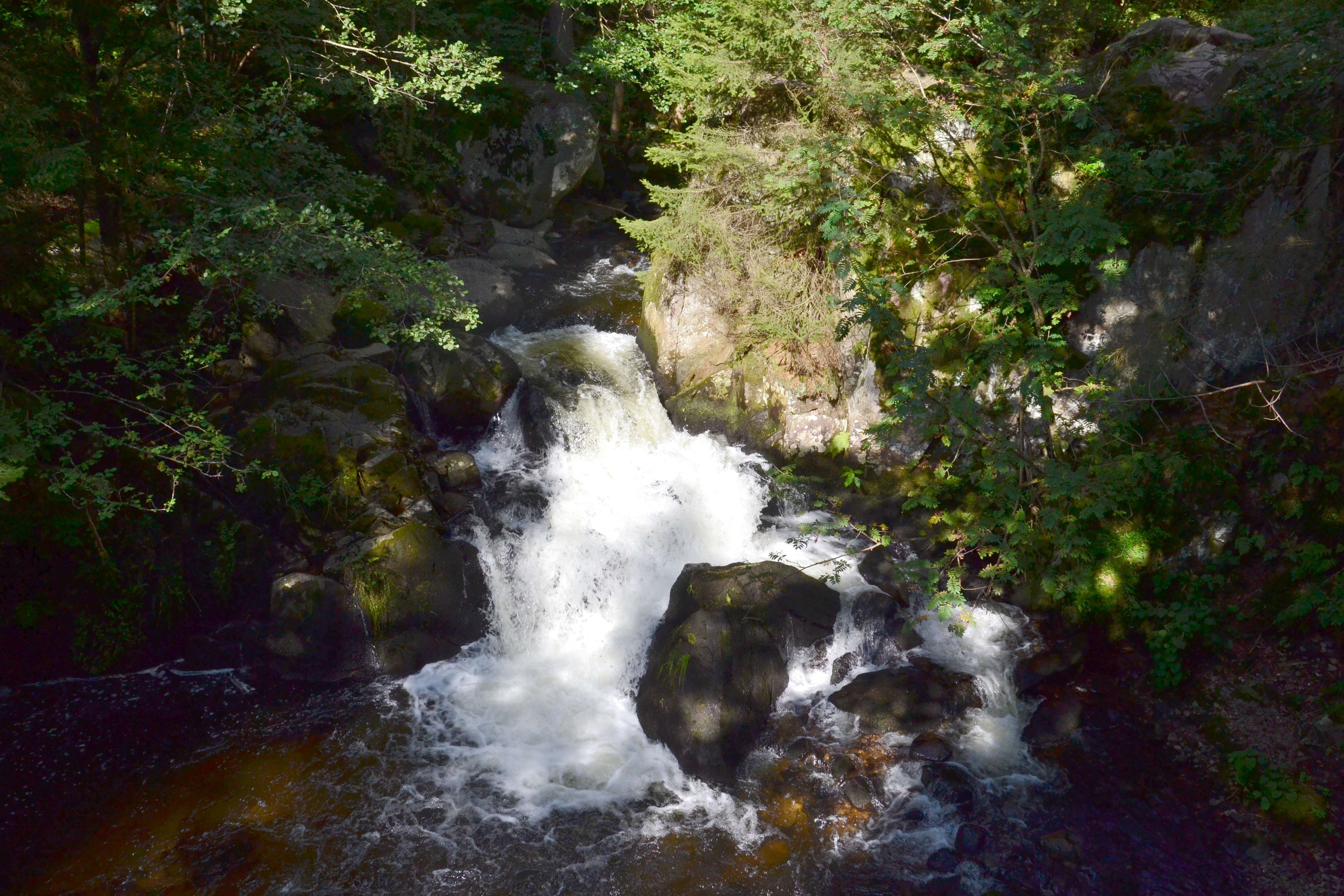
Entre Xonrupt-Longemer et Gérardmer (cascades du Saut des Cuves).
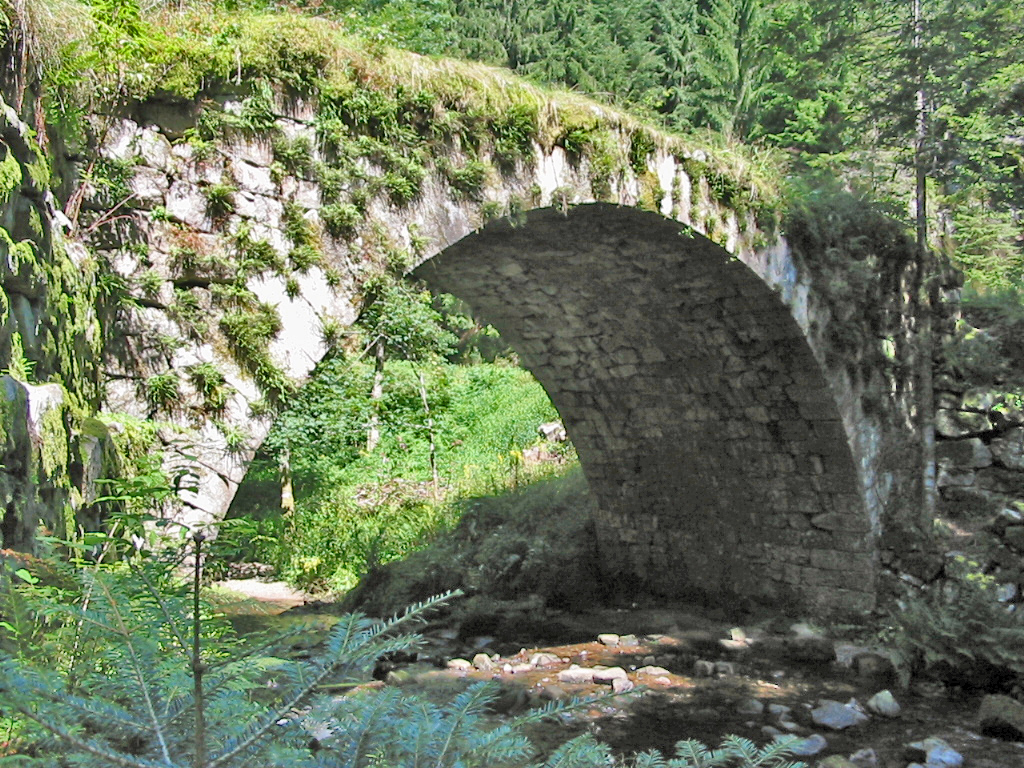
Le Pont-des-Fées enjambant la Vologne.
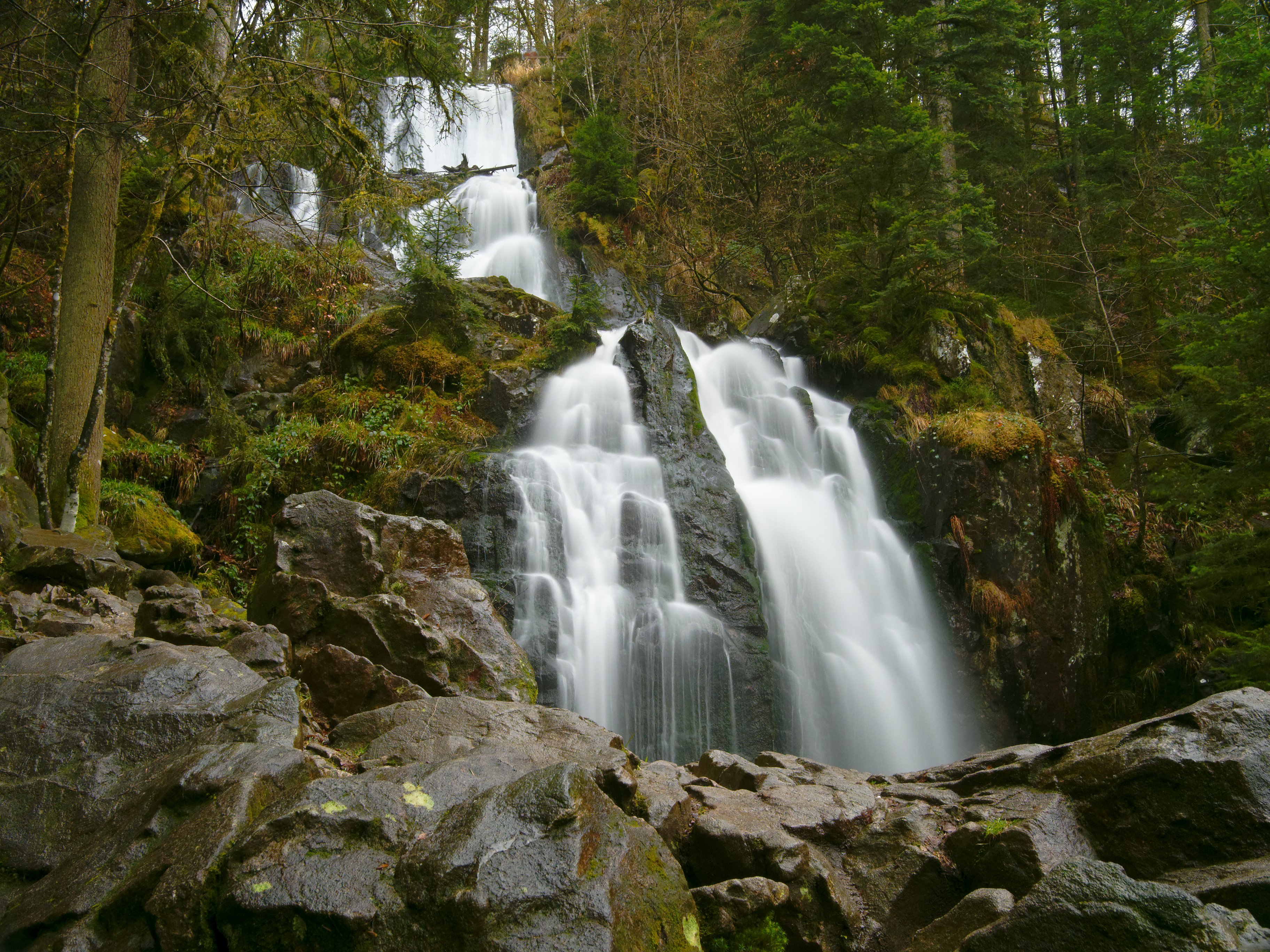
Grande cascade de Tendon.